# Château de la Noue
Pour l’article homonyme, voir Château de la Noue (Villedômer).
Le château de la Noue est un château situé à cheval sur les communes de Denée et Mozé-sur-Louet, en France.

## Localisation
Le château est situé dans le département français de Maine-et-Loire, sur les communes de Denée et Mozé-sur-Louet.

## Historique
L'édifice est inscrit au titre des monuments historiques en 1995.